# Mabrouk Zaid
Mabrouk Zaid (ur. 11 lutego 1979 w Dżuddzie) – saudyjski piłkarz występujący na pozycji bramkarza. 
Grał w klubie Al-Ittihad Club w Arabii Saudyjskiej. Jest także w reprezentacji swego kraju. Był na mundialu w 2002 r. i 2006 r.